# Eupolymnia heterobranchia
Eupolymnia heterobranchia är en ringmaskart som först beskrevs av Herbert Parlin Johnson 1901.  Eupolymnia heterobranchia ingår i släktet Eupolymnia och familjen Terebellidae. Inga underarter finns listade i Catalogue of Life.